# Diocesi di Birmingham (Stati Uniti d'America)

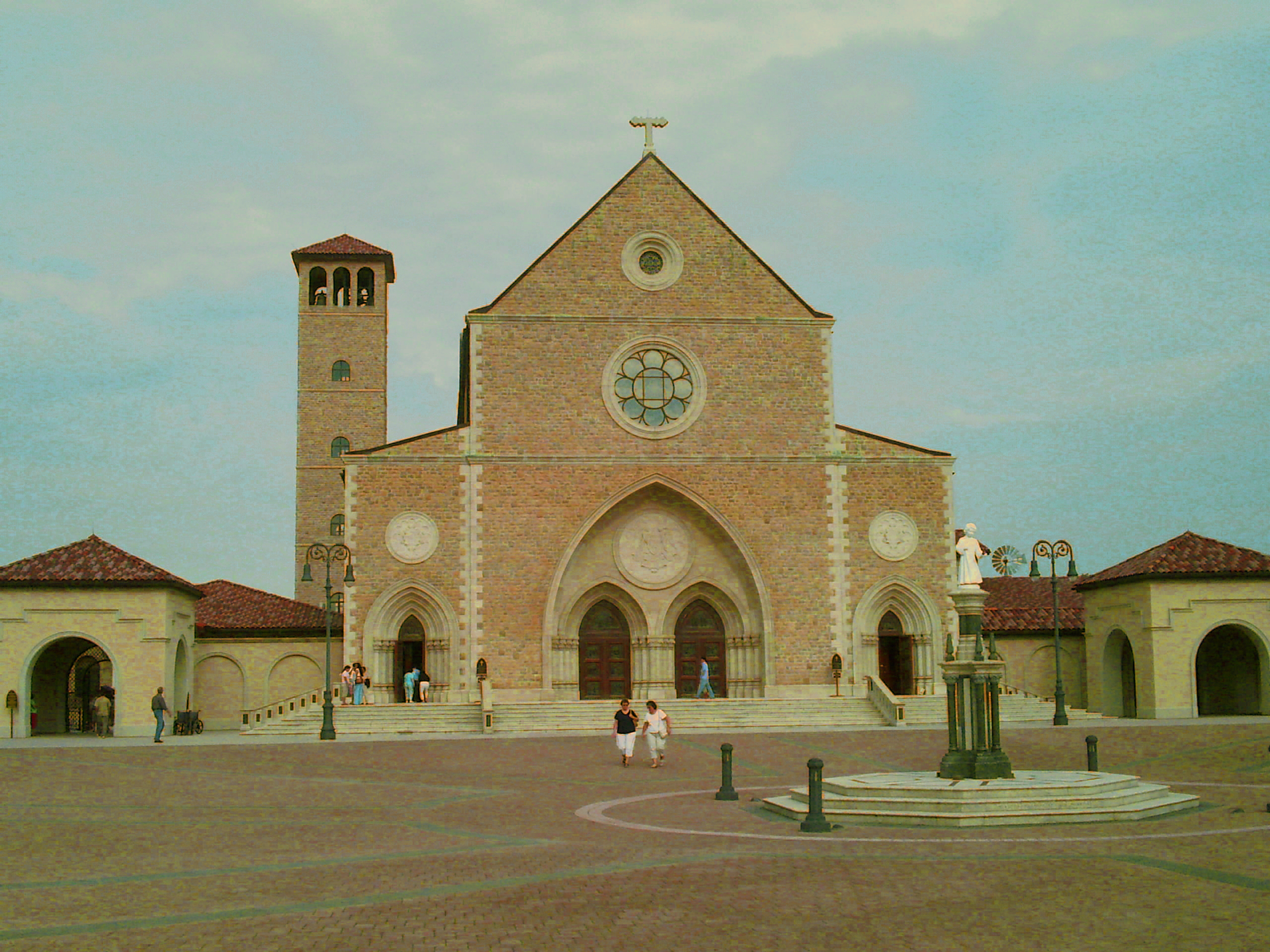
Il santuario del Santissimo Sacramento ad Hanceville (Shrine of the Most Blessed Sacrament of Our Lady of the Angels Monastery).

La diocesi di Birmingham (in latino Dioecesis Birminghamiensis) è una sede della Chiesa cattolica negli Stati Uniti d'America suffraganea dell'arcidiocesi di Mobile. Nel 2022 contava 113.432 battezzati su 3.178.570 abitanti. È retta dal vescovo Steven John Raica.

## Territorio
La diocesi comprende trentanove contee dell'Alabama, negli Stati Uniti: Bibb, Blount, Calhoun, Chambers, Cherokee, Chilton, Clay, Cleburne, Colbert, Coosa, Cullman, DeKalb, Etowah, Fayette, Franklin, Greene, Hale, Jackson, Jefferson, Lamar, Lauderdale, Lawrence, Limestone, Madison, Marengo, Marion, Marshall, Morgan, Perry, Pickens, Randolph, St. Clair, Shelby, Sumter, Talladega, Tallapoosa, Tuscaloosa, Walker e Winston.
Sede vescovile è la città di Birmingham, dove si trova la cattedrale di San Paolo (St. Paul). Nel territorio diocesano si trova anche il santuario del Santissimo Sacramento ad Hanceville.

### Parrocchie
Il territorio si estende su 72.728 km² ed è suddiviso in 66 parrocchie.
- Adamsville (Contea di Jefferson)
- Alexander City (Contea di Tallapoosa)
- Anniston (Contea di Calhoun)
- Ashland (Contea di Clay)
- Athens (Contea di Limestone)
- Bessemer (Contea di Jefferson)
- Birmingham (Contea di Jefferson)
- Childersburg (Contea di Talladega)
- Clanton (Contea di Chilton)
- Cullman (Contea di Cullman)
- Decatur (Contea di Morgan)
- Demopolis (Contea di Marengo)
- Eutaw (Contea di Greene)
- Fairfield (Contea di Jefferson)
- Fayette (Contea di Fayette)
- Florence (Contea di Lauderdale)
- Fort Payne (Contea di Dekalb)
- Gadsden (Contea di Etowah)
- Gardendale (Contea di Jefferson)
- Greensboro (Contea di Hale)
- Guntersville (Contea di Marshall)
- Haleyville (Contea di Winston)
- Hanceville (Contea di Cullman)
- Huntsville (Contea di Madison)
- Jacksonville (Contea di Calhoun)
- Jasper (Contea di Walker)
- Lanett (Contea di Chambers)
- Leeds (Contea di Jefferson)
- Livingston (Contea di Sumter)
- Madison (Contea di Madison)
- Montevallo (Contea di Shelby)
- Moulton (Contea di Lawrence)
- Oneonta (Contea di Blount)
- Pell City (Contea di St. Clair)
- Piedmont (Contea di Calhoun)
- Reform (Contea di Pickens)
- Roanoke (Contea di Randolph)
- Russellville (Contea di Franklin)
- Scottsboro (Contea di Jackson)
- Sylacauga (Contea di Talladega)
- Talladega (Contea di Talladega)
- Trussville (Contea di Jefferson)
- Tuscaloosa (Contea di Tuscaloosa)
- Tuscumbia (Contea di Colbert)
- Warrior (Contea di Jefferson)
- Winfield (Contea di Marion)

## Storia
La diocesi è stata eretta il 28 giugno 1969, in seguito alla divisione della diocesi di Mobile-Birmingham, che ha dato origine anche alla diocesi di Mobile.
Originariamente suffraganea dell'arcidiocesi di New Orleans, il 29 luglio 1980 è entrata a far parte della provincia ecclesiastica dell'arcidiocesi di Mobile.

## Cronotassi dei vescovi
Si omettono i periodi di sede vacante non superiori ai 2 anni o non storicamente accertati.
- Joseph Gregory Vath † (29 settembre 1969 - 14 luglio 1987 deceduto)
- Raymond James Boland † (2 febbraio 1988 - 22 giugno 1993 nominato vescovo di Kansas City-Saint Joseph)
- David Edward Foley † (22 marzo 1994 - 10 maggio 2005 ritirato)
  - Sede vacante (2005-2007)
- Robert Joseph Baker (14 agosto 2007 - 25 marzo 2020 ritirato)
- Steven John Raica, dal 25 marzo 2020

## Statistiche
La diocesi nel 2022 su una popolazione di 3.178.570 persone contava 113.432 battezzati, corrispondenti al 3,6% del totale.
| anno | popolazione | popolazione | popolazione | presbiteri | presbiteri | presbiteri | presbiteri                | diaconi | religiosi | religiosi | parrocchie |
| anno | battezzati  | totale      | %           | numero     | secolari   | regolari   | battezzati per presbitero | diaconi | uomini    | donne     | parrocchie |
| ---- | ----------- | ----------- | ----------- | ---------- | ---------- | ---------- | ------------------------- | ------- | --------- | --------- | ---------- |
| 1970 | 39.828      | 2.134.396   | 1,9         | 163        | 68         | 95         | 244                       |         | 107       | 258       | 54         |
| 1976 | 47.545      | 2.143.875   | 2,2         | 135        | 61         | 74         | 352                       | 12      | 97        | 207       | 59         |
| 1980 | 53.403      | 2.230.000   | 2,4         | 122        | 57         | 65         | 437                       | 17      | 79        | 191       | 55         |
| 1990 | 62.387      | 2.470.800   | 2,5         | 83         | 54         | 29         | 751                       | 21      | 42        | 220       | 75         |
| 1999 | 71.958      | 2.644.644   | 2,7         | 114        | 69         | 45         | 631                       | 28      | 34        | 170       | 54         |
| 2000 | 76.941      | 2.735.546   | 2,8         | 93         | 49         | 44         | 827                       | 28      | 73        | 163       | 56         |
| 2001 | 90.590      | 2.769.842   | 3,3         | 100        | 59         | 41         | 905                       | 48      | 79        | 143       | 57         |
| 2002 | 91.922      | 2.806.397   | 3,3         | 69         | 57         | 12         | 1.332                     | 44      | 44        | 121       | 57         |
| 2003 | 88.515      | 2.819.062   | 3,1         | 107        | 74         | 33         | 827                       | 45      | 59        | 124       | 57         |
| 2004 | 74.777      | 2.735.546   | 2,7         | 80         | 68         | 12         | 934                       | 41      | 34        | 129       | 59         |
| 2006 | 98.600      | 2.845.000   | 3,5         | 96         | 84         | 12         | 1.027                     | 56      | 28        | 154       | 55         |
| 2012 | 103.900     | 2.995.000   | 3,5         | 102        | 79         | 23         | 1.018                     | 51      | 46        | 125       | 54         |
| 2015 | 94.673      | 3.046.764   | 3,1         | 90         | 69         | 21         | 1.051                     | 69      | 42        | 83        | 77         |
| 2018 | 104.125     | 3.072.933   | 3,4         | 99         | 74         | 25         | 1.051                     | 64      | 64        | 117       | 78         |
| 2020 | 105.150     | 3.082.581   | 3,4         | 103        | 82         | 21         | 1.020                     | 87      | 49        | 98        | 78         |
| 2022 | 113.432     | 3.178.570   | 3,6         | 119        | 88         | 31         | 953                       | 76      | 54        | 98        | 66         |